# سگ‌ماهی باله‌سفید
سگ‌ماهی باله‌سفید (نام علمی: Centroscyllium ritteri) نام یک گونه از راسته خاردارکوسه‌سانان است.